# Lysimelia maculipex
Lysimelia maculipex là một loài bướm đêm trong họ Erebidae.